# Леслі Рой
Леслі Рой (ірланд. Lesley Roy; нар. 17 вересня 1986) — авторка пісень з Балбріггана, Ірландія. Була підписана на незалежний ірландський лейбл і в 2006 році отримала ліцензію на американський лейбл Jive Records.
Випустила свій дебютний альбом Unbeautiful у 2008 році, виконавчим продюсером якого став Макс Мартін. До того, як переключити свою увагу до написання пісень і залучення уваги Марка Джордана, менеджер заслужив початок кар'єри Ріанни і власника Rebel One Management & Publishing. Як автор пісень, Рой домоглася міжнародного успіху, виступаючи з такими співаками, як Адам Ламберт, Міс Монреаль, Медіна, Яна Крамер і Марлі Скотт.

## Unbeautiful (2008—2009)
Джефф Фенстер з Jive Records A&R помітив роботу Рой в HitQuarters, і погодився спільно фінансувати проєкт першого альбому Рой. Дебютний альбом під назвою Unbeautiful було випущено 30 вересня 2008 року. Згідно Soundscan Unbeautiful було продано 45 000 примірників альбому та зроблено 350 000 скачувань. Альбом досяг піку в чарті Billse Top Heatseekers під номером 5.
Її перший сингл «i'm Gone, i'm Going» став 48-ю за популярністю піснею на радіостанціях Hot AC за тиждень, що закінчився 24 червня 2008 року, потім увійшов до чарту № 36 у списку 40 найкращих треків Billboard Hot Adult і № 61 в чарті Billboard Pop 100 Airplay. «I'm Gone, i'm Going» був основною темою для шоу MTV «Exiled» і його показали в епізоді «The Hills».
Рой з'явилася на FNMTV 18 липня 2008 року, щоб випустити відеокліп на підтримку пісні. Її другим синглом став «Unbeautiful», заголовна пісня з альбому. Він досяг максимуму в чарті Pop 100 Чарт Billboard під номером 39, а також його показали в епізоді The Hills. «Thinking Out Loud» також показували в епізоді The Hills.
Пісня «Slow Goodbye» була написана у співавторстві з Кеті Перрі. Інші автори пісень, які співпрацювали в «Unbeautiful» з Рой, сталі — Макс Мартін, доктор Люк, Рамі Якуб, Савана Котечу, Дезмонд Чайлд, Дейв Ходжес, Емануель Киріаку, Кара ДіоГуарді, Грег Уеллс, Мітч Аллен і Андреас Карлссон. На початку 2009 року Рой надала підтримку в турне по 32 містах для американського співака і музиканта Девіда Арчулета. Наприкінці 2009 року Рой віддала данину своїм ірландським корінням, записавши кавер U2 «Where the Streets Have No Names» для відеомонтажу, показаного в марафоні Нью-Йорка в усьому світі.

## Написання пісень (з 2010 року— дотепер)
Під керівництвом Бенджаміна Тишкера в Wide Eyed Entertainment Рой підписала контракт з видавництвом Rebel One Marc Jordan, а потім розмістила три пісні з артисткою Wal-Mart Эшлин Хафф для її альбому Let It Out, випущеного 7 червня 2011 року. Працюючи над альбомом Хафф, Рой об'єдналася з деякими з найбільших талантів індустрії, включаючи The Writing Camp, Еріка Беллингера і Джеррода Беттіса. 13 квітня 2012 року голландська співачка і авторка пісень, Міс Монреаль, випустила альбом «I Am Hunter», в якому Рой написала три пісні, включаючи заголовний трек і сингл «I Am Hunter», який досяг № 28 в чарті Top 40 Голландії. Рой також стала співавтором триваючих синглів «Better When It Hurts» і «Everything». 15 травня 2012 року американський співак Адам Ламберт випустив свій другий студійний альбом Trespassing, який дебютував під номером один на американському чарті Billboard 200, зазначивши співавторство Рой над альбомом № 1 для треку "Pop That Lock включений вTrespassing. Потім вона приєдналася до Дезмонда Чайлду, щоб спільно написати «Rhinestone in the Rough» для альбому канадської співачки і автор пісень Марлі Скотт «Beautiful Maybe».

## Євробачення-2020
5 березня 2020 року RTE оголосило, що Рой була обрана, щоб представляти Ірландію на конкурсі пісні Євробачення-2020 з піснею «Story of My Life». Конкурс 2020 року був скасований через пандемію COVID-19. Згодом Рой знову обрали для представлення Ірландії на конкурсі 2021 року з іншою піснею під назвою «Maps». На Євробаченні-2021 їй не вдалося отримати кваліфікацію, щоб потрапити до фіналу.

## Особисте життя
Леслі Рой — лесбійка. Вона одружена зі своєю американською дружиною з 2010 року.

## Дискографія

### Альбоми
| Назва       | Деталі                                                       | Найвища позиція в чарті | Продажі (пороги продажів)              |
| Назва       | Деталі                                                       | US                      | Продажі (пороги продажів)              |
| ----------- | ------------------------------------------------------------ | ----------------------- | -------------------------------------- |
| Unbeautiful | - Дата виходу: 30 вересня 2008 р. - Лейбл: Jive - Формат: CD | 5                       | - 45 000 альбомів - 350 000 звантажень |

### Сингли
| «I'm Gone, i'm Going»                                         | 2008 | -   | 85 | -  | 48 | 28 | - | -  | -  | - | Unbeautiful       |
| «Unbeautiful»                                                 | 2008 | 114 | 53 | 31 | -  | 6  | 2 | 15 | 16 | 5 | Unbeautiful       |
| «Hang On»                                                     | 2016 | -   | -  | -  | -  | -  | - | -  | -  | - | Non-album singles |
| «Blood on Your Hands»                                         | 2016 | -   | -  | -  | -  | -  | - | -  | -  | - | Non-album singles |
| «Free the Flame (Ember Moon)»                                 | 2016 | -   | -  | -  | -  | -  | - | -  | -  | - | Non-album singles |
| «Story of My Life»                                            | 2020 | -   | -  | -  | -  | -  | - | -  | -  | - | Non-album singles |
| «-» означає запис, яка не була намічена або не була випущена. |      |     |    |    |    |    |   |    |    |   |                   |